# Periplaneta japanna
Periplaneta japanna es una especie de cucaracha, un insecto blatodeo de la familia Blattidae.

## Taxonomía
Fue descrito por primera vez en 1969 por Asahina. 